# Gaspar Melchor de Jovellanos
Gaspar Melchor de Jovellanos y Ramírez de Jove (en asturià Gaspar Melchor de Xovellanos; Gijón, 5 de gener de 1744-Veiga, 27 de novembre de 1811) va ser un polític i escriptor il·lustrat asturià. Malgrat que era parlant nadiu d'asturià, va escriure la seva obra en llengua castellana mostrant en diverses cartes la seva defensa de l'idioma i interès pel seu estudi i la creació d'una gramàtica i una Acadèmia de la llengua. La seva germana Xosefa de Xovellanos, en canvi, va escriure en asturià.

## Biografia
Va estudiar a Oviedo, Osma, Àvila i Alcalá de Henares. Es va preparar per a la carrera eclesiàstica en aquestes universitats, alhora que s'educava en l'estudi de les lleis, però va ser dissuadit de continuar-la i va decidir treballar en benefici de l'Administració de l'Estat. Després d'intentar obtenir una càtedra de Decret a la universitat d'Alcalá i una canongia doctoral a Tui, el 1767, amb 24 anys, va ser nomenat Alcalde del Crim de la Reial Audiència de Sevilla, on va romandre fins a 1778. En aquesta època, Jovellanos és descrit per Juan Agustín Ceán Bermúdez de la següent manera:
| «                                    | (castellà) […] de estatura proporcionada, más alto que bajo, cuerpo airoso, cabeza erguida, blanco y rubio, ojos vivos […] era generoso, magnífico, y aún pródigo en sus cortas facultades: religioso sin preocupación, ingenuo y sencillo, amante de la verdad, del orden y de la justicia: firme en sus resoluciones, pero siempre suave y benigno con los desvalidos; constante en la amistad, agradecido a sus bienhechores, incansable en el estudio, y duro y fuerte para el trabajo. | (català) […] d'estatura proporcionada, més alt que baix, cos airós, cap dret, blanc i ros, ulls vius […] era generós, magnífic, i encara pròdig en les seves curtes facultats: religiós sense preocupació, ingenu i senzill, amant de la veritat, de l'ordre i de la justícia: ferm en les seves resolucions, però sempre suau i benigne amb els desvalguts; constant en l'amistat, agraït amb els seus benefactors, incansable en l'estudi, i dur i fort amb el treball. | » |
| — Ceán Bermúdez, Juan Agustín (1812) | | |   |

Va conrear diversos gèneres literaris (com la poesia i el teatre) però els seus escrits principals van ser assaigs d'economia, política, agricultura, filosofia i costums, tot des de l'esperit reformador del despotisme il·lustrat. Destaquen l'Informe sobre la ley agraria, la Memoria sobre espectáculos y diversiones públicas, les Cartas del viaje de Asturias i diverses obres més. En elles enaltia el valor de la raó davant les creences, plantejava crítiques a les polítiques del moment, idees per potenciar el comerç i la indústria, etc.
Va ser l'impulsor d'una sèrie de millores a la seva ciutat natal, com la carretera Xixón - Lleó, que encara que no va veure acabada, va significar el trasllat del comerç marítim des del port d'Avilés al de Xixón. A més, va impulsar tota mena de reformes a nivell nacional, sent un il·lustrat clau de l'època.
Va estar pres al Castell de Bellver de Mallorca i un edifici de la UIB porta el seu nom. En aquesta illa va defensar l'ensenyament del català i la creació d'un institut de nivell mitjà.
| «                                        | Quisiera yo asimismo que por vía de apéndice de esta enseñanza, se aplicasen los principios de la gramática general a nuestra lengua mallorquina, y se diese a los niños una cabal idea de su sintaxis. Siendo la que primero aprenden, la que hablan en su primera edad, aquella en que hablamos siempre con el pueblo, y en que este pueblo recibe toda su instrucción, visto es que merece mayor atención de la que le hemos dado hasta aquí. Se dirá que la amamos, y es verdad, pero la amamos con ciego amor. El mejor modo de amarla será cultivarla. Entonces conoceremos lo que vale y lo que puede valer; entonces podremos irla llevando a la dignidad de lengua literata; entonces irla proporcionando a la exactitud del estilo didáctico y a los encantos de la poesía; y entonces, escribiendo y traduciendo en ella obras útiles y acomodadas a la comprensión general, abriremos las puertas de la ilustración a esta muchedumbre de mallorquines cuya miserable suerte está vinculada en su ignorancia, y una ignorancia será invencible mientras no se perfeccione el principal instrumento de su instrucción. | » |
| — Memoria sobre educación pública (1802) | |   |

Fou nomenat fill il·lustre de Palma el 1891. És enterrat a la capella de la seva casa natal, a Xixón.